# أوسينيكي
اوسينيكي (بالروسية: Осинники) هي إحدى مدن روسيا في مقاطعة كيمروفسكايا.